# حجاش (القفر)

تعديل مصدري - تعديل

حجاش محلة تابعة لقرية الرماعة، التابعة لعزلة بني مرغم بمديرية القفر إحدى مديريات محافظة إب في الجمهورية اليمنية، بلغ تعداد سكانها 77 حسب تعداد اليمن لعام 2004.